# Głęboka inspekcja pakietów
Głęboka inspekcja pakietów (często używany skrót DPI od ang. deep packet inspection) – technika sieciowa pozwalająca dostawcy usług internetowych analizować pakiety przesyłane przez sieć pod względem ich treści. W zależności od zawartości pakiet jest zatrzymywany, opóźniany, zmieniany, lub przesyłany dodatkowo w celu zapisania. Możliwe jest składanie wielu pakietów w jedną całość i analizowanie ich razem.
Technika ta jest używana do:
- celów statystycznych,
- podsłuchiwania treści przesyłanych przez internet (inwigilacja obywateli),
- automatycznego blokowania wiadomości zawierających określone słowa kluczowe lub adres URL podstrony (cenzura),
- priorytetyzowania ruchu w sieciach mobilnych (np. hipotetyczne obniżenie priorytetu połączeń przez Skype)